# Baritius brunnea
Baritius brunnea là một loài bướm đêm thuộc phân họ Arctiinae, họ Erebidae.